# ترگینون
ترگینون (به انگلیسی: Tregynon) یک منطقهٔ مسکونی در بریتانیا است که در پویس واقع شده‌است. ترگینون ۸۹۲ نفر جمعیت دارد.